# Валия (вестготи)
Валия (Wallia, Vallia, Valia; * 385 † 418, Толоза) е крал на вестготите от 415 до 418. Брат е на вестготския крал Атаулф от династията на Балтите.

## Управление
Валия поема трона след Зигерих, опитва се да премине с народа си през Гибралтар в Африка, но не успява. Сключва през 416 г. мирен договор с римляните и осигурява 600 000 модии зърно срещу връщането на живеещата при вестготите Гала Плацидия, сестра на император Хонорий и вдовица на Атаулф, и нападение срещу вражеските на Рим вандали, свеби и алани в Испания.
Валия връща Гала Плацидия обратно и унищожава царството на силингиските вандали в Северна Испания, след това и аланите.
През 418 г. вестготите стават федерати и са изпратени в Галия, получават официално Газкона-Тулуза, и се заселят в Аквитания II, в части от Новемпопулана и Нарбонска Галия. Толоза (Тулуза) става тяхна столица.
Валия умира неочаквано през 418 г. в Толоза. След 40 години внукът (от дъщеря) на Валия, Рицимер, е magister militum в Западната Римска Империя.